# Polyrhachis punctillata
Polyrhachis punctillata är en myrart som beskrevs av Julius Roger 1863. Polyrhachis punctillata ingår i släktet Polyrhachis och familjen myror.

## Underarter
Arten delas in i följande underarter:
- P. p. fergusoni
- P. p. punctillata
- P. p. smythiesii